# Dixie County
Dixie County ist ein County im Bundesstaat Florida der Vereinigten Staaten. Der Verwaltungssitz (County Seat) ist Cross City.

## Geschichte
Dixie County wurde am 25. April 1921 aus Teilen des Lafayette County gebildet. Der Name wurde abgeleitet von dem Spitznamen der amerikanischen Südstaaten.

## Geographie
Das County hat eine Fläche von 2237 Quadratkilometern, wovon 413 Quadratkilometer Wasserfläche sind. Es grenzt im Uhrzeigersinn an folgende Countys: Taylor County, Lafayette County, Gilchrist County und Levy County.

## Demografische Daten
Nach der Volkszählung im Jahr 2010 lebten im Dixie County 16.422 Menschen in 9.319 Haushalten. Die Bevölkerungsdichte betrug 9 Einwohner pro Quadratkilometer. Ethnisch betrachtet setzte sich die Bevölkerung zusammen aus 88,8 % Weißen, 8,4 % Afroamerikanern, 0,4 % Indianern und 0,3 % Asian Americans. 0,5 % waren Angehörige anderer Ethnien und 1,5 % verschiedener Ethnien. 3,1 % der Bevölkerung bestand aus Hispanics oder Latinos.
Im Jahr 2010 lebten in 26,9 % aller Haushalte Kinder unter 18 Jahren sowie 36,5 % aller Haushalte Personen mit mindestens 65 Jahren. 65,6 % der Haushalte waren Familienhaushalte (bestehend aus verheirateten Paaren mit oder ohne Nachkommen bzw. einem Elternteil mit Nachkomme). Die durchschnittliche Größe eines Haushalts lag bei 2,37 Personen und die durchschnittliche Familiengröße bei 2,88 Personen.
21,3 % der Bevölkerung waren jünger als 20 Jahre, 21,8 % waren 20 bis 39 Jahre alt, 29,6 % waren 40 bis 59 Jahre alt und 27,3 % waren mindestens 60 Jahre alt. Das mittlere Alter betrug 45 Jahre. 53,8 % der Bevölkerung waren männlich und 46,2 % weiblich.
Das jährliche Durchschnittseinkommen eines Haushalts betrug 35.476 USD, dabei lebten 16,3 % der Bevölkerung unter der Armutsgrenze.
Im Jahr 2010 war englisch die Muttersprache von 96,29 % der Bevölkerung, spanisch sprachen 1,91 % und 1,80 % hatten eine andere Muttersprache.

## Kultur und Sehenswürdigkeiten

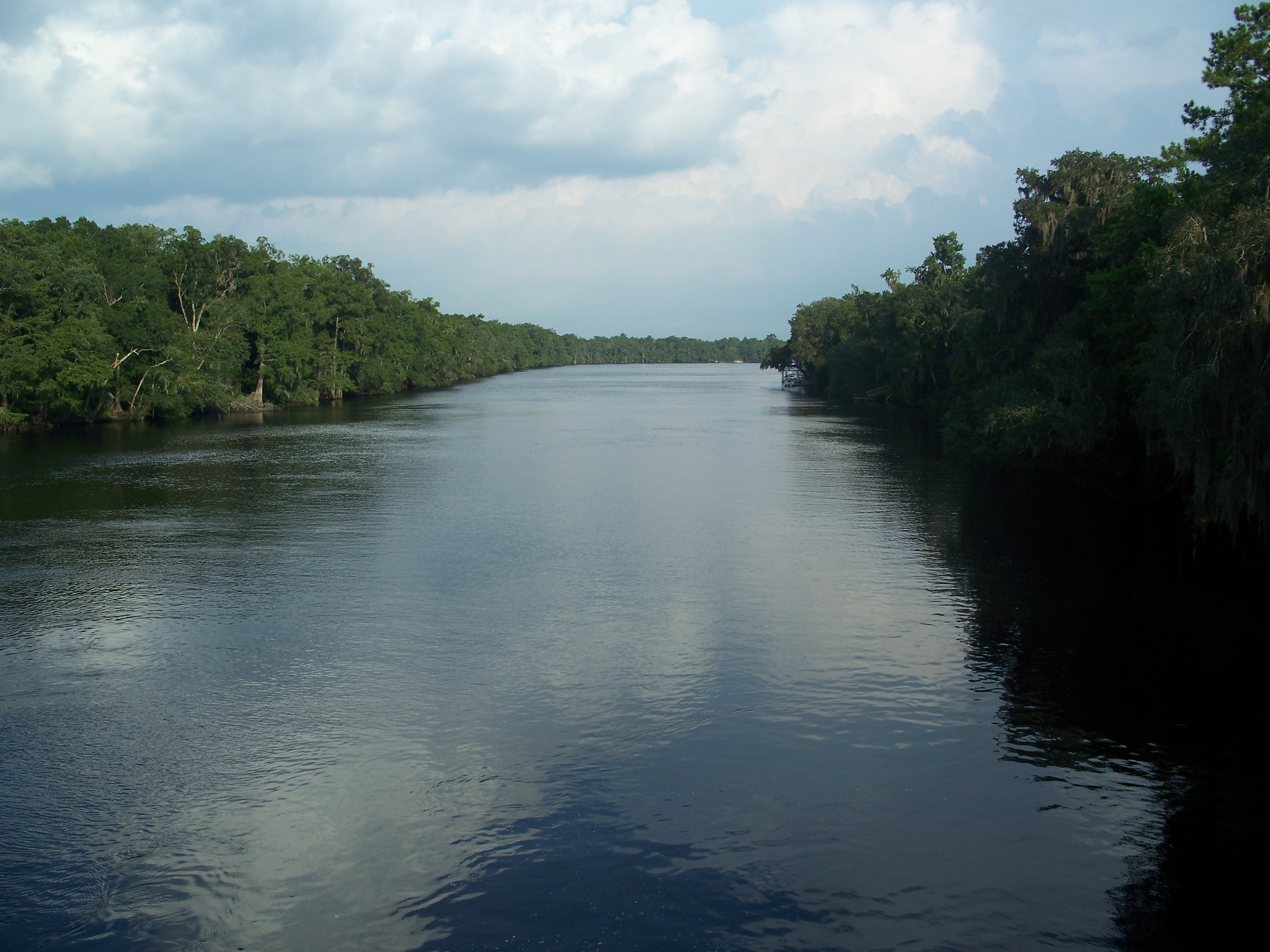
Blick auf den Suwannee River mit dem nicht sichtbaren Schiffswrack der City of Hawkinsville in knapp 100 Meter Entfernung (2010). Der Raddampfer ging 1886 vom Stapel, verlor aber bald wegen des Ausbaus der Eisenbahn seine Funktion als Transportmittel. Das Schiff wurde im Jahr 1922 in der Mitte des Flusses versenkt. Das Wrack wurde im Mai 2001 in das NRHP eingetragen.

Eine Stätte und ein Schiffswrack im Dixie County sind im National Register of Historic Places („Nationales Verzeichnis historischer Orte“; NRHP) eingetragen (Stand 17. Januar 2023), die Garden Patch Archeological Site und die City of Hawkinsville.

## Orte im Dixie County
Orte im Dixie County mit Einwohnerzahlen der Volkszählung von 2010:
Towns:
- Cross City (County Seat) – 1.728 Einwohner
- Horseshoe Beach – 169 Einwohner